# Фонд Проа
Фонд Проа (исп. Fundación Proa) — частный музей, расположенный на Авениде Педро де Мендоса в Ла-Боке, районе города Буэнос-Айрес. Музей преимущественно ориентируется на латиноамериканское искусство XX века.
В здании музея круглый год проводятся различные выставки живописных работ, скульптур и фотографий. Кроме того здесь проходят разнообразные инсталляции, конференции и концерты.
Музей был открыт в 1996 году и располагается в здании европейского стиля, построенном в конце XIX века. В 2002 году музей был отмечен специальной премией аргентинского некоммерческого культурного фонда Конекс. К 2008 году прошла его масштабная реконструкция, в результате существенно были расширены выставочные площадки.